# Jeng Shwu-zen
Jeng Shwu-zen (chinesisch 鄭淑仁; * 2. Juni 1977) ist eine taiwanische Badmintonspielerin.

## Karriere
Jeng Shwu-zen nahm 1996 im Dameneinzel an Olympia teil. Sie verlor dabei in Runde zwei und wurde somit 17. in der Endabrechnung. Bei den Chinese Taipei Open des Folgejahres wurde sie Fünfte. Zum Silberrang reichte es bei den Weltmeisterschaften der Studenten 2000 im Damendoppel, wo sie mit Huang Chia-chi am Start war.

## Sportliche Erfolge
| Saison | Veranstaltung                     | Disziplin   | Platz | Name                           |
| ------ | --------------------------------- | ----------- | ----- | ------------------------------ |
| 1996   | Olympia                           | Dameneinzel | 17    | Jeng Shwu-zen                  |
| 1997   | Chinese Taipei Open               | Dameneinzel | 5     | Jeng Shwu-zen                  |
| 2000   | Weltmeisterschaften der Studenten | Damendoppel | 2     | Huang Chia-chi / Jeng Shwu-zen |